# Massimo D'Alema
Massimo D'Alema (phát âm tiếng Ý: [ˈmassimo daˈlɛma]; sinh ngày 20 tháng 4 năm 1949) là chính trị gia người Ý giữ chức Thủ tướng thứ 53 của Ý từ năm 1998 đến năm 2000. Sau đó ông là Phó Thủ tướng và Bộ trưởng Ngoại giao từ năm 2006 đến năm 2008. Ông còn là một nhà báo và giữ chức Bí thư Đảng Dân chủ Cánh tả (PDS) trong một thời gian. 
Đôi khi các phương tiện truyền thông gọi ông là Lãnh tụ Maximo, do tên đầu của ông là Massimo, nhưng cũng cho vị trí thống trị của mình trong các liên minh cánh tả trong nền Cộng hòa thứ hai. Trước đó trong sự nghiệp của mình, ông là một đảng viên của Đảng Cộng sản Ý, và ông là cựu chính trị gia cộng sản đầu tiên trở thành thủ tướng của một quốc gia NATO.